# Vincent Youmans
Vincent Youmans, född 27 september 1898 i New York, död i tuberkulos 5 april 1946 i Denver, Colorado, var en amerikansk musikalkompositör och Broadwayproducent.

## Biografi
Youmans föddes i New York. Som soldat i första världskriget började han intressera sig för teater när han producerade föreställningar för marinen. Efter kriget samarbetade han med textförfattaren Ira Gershwin med musikalen Two Little Girls in Blue, som fick mycket uppskattning. Hans nästa musikal, med texter av Otto Harbach och Oscar Hammerstein II, var Wildflower. Hans största framgång blev No, No, Nanette, med texter av Irving Caesar. 
Efter Oh Please, Hit the Deck, Rainbow och Take a Chance gick det utför med hans karriär, delvis på grund av alkoholism. Under 1930-talet slutade han arbeta för att leva på pengar som han investerat i försäkringar. Han försökte göra comeback med en balettrevy 1943 men den blev ett misslyckande. 
De två hitlåtarna från No, No, Nanette – "Tea for Two" och "I Want to Be Happy" – har blivit standards.

## Broadwaymusikaler med musik av Vincent Youmans
- Two Little Girls in Blue - 1921
- Wildflower - 1923
- Mary Jane McKane - 1923
- Lollipop - 1924
- No, No, Nanette - 1925,[6] återuppförd 1971
- Oh Please - 1926
- Hallå sjömän - 1927
- Great Day - 1929
- Smiles - 1930
- Through the Years - 1932
- Take a Chance - 1932

## Filmer med musik av Vincent Youmans
- No, No, Nanette - 1930
- Hallå sjömän - 1930
- Song of the West - 1930
- What a Widow! - 1930
- Flying Down to Rio - 1933
- No, No, Nanette - 1940
- So You Want to Be in Pictures - 1947
- Tea for Two - 1950
- Hit the Deck - 1955

## Källhänvisningar
Den här artikeln är helt eller delvis baserad på material från engelskspråkiga Wikipedia, Vincent Youmans, 18 april 2006.